# 반기독교주의

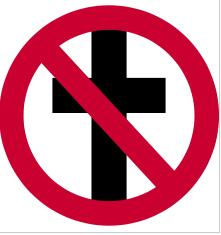

반기독교주의(反基督敎主義, 반기독교), 반개신교주의(反基督敎主義, 반개신교) 또는 안티기독교, 반기독교 등은 개신교의 이념이나 신도들의 행동에 반대하는 종교적, 사회적 현상을 말한다.

## 이력

### 시초
이 용어의 시초는 성경에서 비롯되었으며 신약성서의 요한의 첫째 편지와 요한의 둘째 편지에 5번 거듭하여 나온다. 한 번은 복수로, 네 번은 단수로 표기되었다.
조선 영조 때 이후 천주교가 전파되면서 야당 정파인 근기남인의 성호 이익과 그 문하생들을 중심으로 예수, 천주교를 접하게 되었다. 성호 이익의 문하생 중에는 천주교를 적극적으로 받아들인 신서파가 나왔고, 다른 문인은 안정복, 신후담을 중심으로 예수와 기독교 교리의 허구성, 사후세계를 비판하는 공서파가 형성되었다.
대한민국에서는 반기독교주의라 할 수 있는 성격의 현대적인 단체는 1992년 이전부터 출현하였다.

### 탄생 과정
천주교 전파 이후 천국과 지옥, 사후세계, 신의 존재를 허구로 지적한 안정복, 신후담 등에 의한 체계적인 교리 비판이 한국 안티기독교의 시작점이었다. 그러나 조선 말 민란, 대한제국 시대, 일제 강점기, 6.25 전쟁 등이 연이어 발생하면서 안티기독교 운동은 지지부진해졌다.
현대의 반기독교주의 활동은 1980년대 서구에서 기독교 근본주의자들의 배타성과 폐쇄성을 비판하는 운동에서 재시작되었고, 한국에서는 1980년대 말에 반기독교주의 활동이 발생하였다. 또한 기독교 계열 종교들의 배타성과 이단 논쟁, 마녀사냥 등은 일부 네티즌들의 반기독교적 정서를 더욱 부추겼다. 이들은 인터넷의 PC통신에서 활동하다가 인터넷 보급 후 인터넷으로 옮겨가서 활동하고 있다.
일부는 반기독교 현상과 활동의 뿌리를 중세 및 전근대사회 기독교 사회에서의 종교독재권력, 마녀재판, 이단논쟁 등의 억압까지도 거슬러 올라가기도 한다. 또한 덧붙여서 전 세계적으로 발생하는 일반화 된 개신교 목사들의 비리와 함께 천주교 추문들(미국 아동 성추행 사건, 프랑스의 부정한 사제 사건, 남미의 이중생활하는 사제 등)이 증가함에 따라 반기독교라 칭할 때 천주교회도 포함되어 논의됨이 일반적이다.

## 예수에 대한 시각
반기독교주의 안에서 예수를 실존 인물로 보는 입장과 예수를 비실존 가공 인물로 보는 입장이 병립하고 있으며 예수에 대한 반기독교주의에서의 명확한 시각을 규정하지 못하고 있다. 반기독교주의의 입장을 단정지을 수 없는 것에는 기독교의 배타성, 폐쇄성, 권위의식 등에 대한 혐오와 비판의식, 자유주의자, 무신론자, 민족주의자, 인본주의자 등 다양한 입장이 복합적으로 모여서 형성된 것을 원인으로 볼 수 있다.

## 반기독교주의에 대한 기독교계의 시각
반기독교주의자에 대한 기독교 측의 견해는 다양하며 반기독교인을 포용하자는 입장과 반기독교주의자들을 박멸해야 한다는 공격적인 대응도 나타나고 있다. 그러나 일부 기독교측은 반기독교주의를 기독교 개혁의 수단으로 보는 견해가 있다. 2000년 니코스 카잔차키스의 원작인 영화 《그리스도 최후의 유혹》의 상영을 놓고 반기독교주의 집단과 개신교인, 천주교인 사이의 갈등이 있었으며, 2004년 9월 댄 브라운의 《다빈치 코드》 국내 번역본 출간과 2006년 《다빈치 코드》 영화 상영에 반대를 제기한 기독교 단체들과 표현의 자유와 신성모독 문제를 놓고 한동안 논쟁과 갈등이 있었다. 예수를 인성으로 표현한 방송과 예술 등에 대해서도 논쟁의 불씨가 있다.

## 지역별 반기독교주의

### 한국
한국의 반 기독교 운동은 1920년대 사회주의자들이 한국교회를 비판하면서 모습을 드러내었다. 1920년 초 종교의 존재의의를 부정하며 반기독교주의적 성격의 강연에서 비롯되었다. 기독교의 신사참배와 일제, 조선총독부 등에 대한 타협적인 기독교의 태도 등에 반발하여 반기독교주의가 확산, 반기독교운동이 열렸으며 박헌영, 김단야 등에 의해 반기독교 강연이 개최되었다.
1923년 3월 전조선청년당대회, 1924년 1월 경성신흥청년동맹회 등 사회주의계 청년단체로부터 본격적인 반기독교운동이 시작되었다. 1925년 10월 25일 기독교계가 준비한 제2회 전조선주일학교대회에 대한 조직적인 저항의 방편으로 한양청년동맹 등의 주최로 '반기독교대강연회'가 개최되었다. 강연에는 박헌영(朴憲永)의 '과학과 종교', 김장현의 '지배계급과 기독교', 김단야는 '기독교의 기원', 홍순준(洪淳俊)은 '기독교는 미신이다', 김평주(金平主)는 '대중아 속지 말아라', 박래원(朴來源) '양면양심의 기독교', 허정숙(許貞淑)의 '현하 조선과 기독교의 해독(害毒)', 등의 주제로 강연이 열렸으나, 기독교 계열의 밀고로 일제 경찰당국에 의해 해산되었다.
이후 일본 경찰의 탄압과 기독교측의 방해로 무산되었다. 이를 두고 사회주의 계열에서는 일제와 기독교가 유착되어 있는 증거라고 강도높게 비판하여, 기독교계와 사회주의계와의 갈등은 더욱 깊어졌다.
당시 한국교회는 기독교인들조차도 비판할만큼 심각한 문제점들을 갖고 있었다. 월남 이상재 선생은 1923년 "기독교인들이 해야 할 일은 하느님의 나라를 이 땅에 세우는 것이지, 민족적인 차이로 우월감을 갖거나 갈등을 겪는 것이 아니다."라며 선교사들의 백인우월주의로 인한 선교사들과 한국인 성직자들간의 내분을 비판하였으며, 춘원 이광수는 1920년 발표한 《금일 조선야소교회의 결점》에서 조선교회의 문제점을 크게 다음과 같이 비판했다.

1. 조선 교회는 너무 권위적이고 계층적이다.
2. 조선 교회는 세상과 교회를 너무 이분화해서 교회에만 치중하고, 그리스도인들의 소명인 세상일을 통한 하나님의 역사는 외면한다.
3. 상당수 개신교 목사들의 학문수준이 형편없다. 비합리적이고 미신적인 신앙들이 너무 많다. 기도가 만병통치약인 줄 안다. 한민족을 계몽하자면서 미신적 신앙을 전수하니 이게 웬 말이냐?
4. 조선교회는 개신교와 천주교 모두 합쳐서 100년이 넘는 선교역사를 가졌는데, 어째 조선에는 제 소리 하나 없이 다 가져온 것이냐? 조선의 그리스도인들은 정체성(자주성)이 없다.
5. 선교사들과 그들이 인정하는 몇몇 개신교 목사들이 성서 해석의 독점권을 가졌다. 다양하고, 자발적으로 성서를 연구하는 그리스도인의 모임을 인정하지 않는다.
6. 조선의 기독교는 감정적이고 개인주의적이며 신비적인 체험만을 강조한다.

이렇듯 심각한 조선교회의 문제점들은 당시 조선에 유입된 사회주의 지식인들에 의해 거센 비판을 받게 되었다. 박헌영, 허정숙, 김단야 등의 사회주의자들은 기독교는 정치와 결탁하여 봉건주의, 자본주의와 제국주의를 옹호하며, 그러니까 예언자적 목소리를 내기보다는 현재질서를 하느님의 이름으로 정당화함으로써 보수하는 역할을 해 왔으며, 미신적 믿음을 갖고 있다고 비판하였다. 그 실례로 병고침으로 유명한 장로교의 김익두 목사는 사회주의자들로부터 "고등무당"이라는 비판을 받았다. 그런데 한국교회가 이들의 비판을 귀담아 듣기보다는 반(反)사회주의운동으로 사회주의자들을 배척하면서, 한국교회와 사회주의자들과의 관계는 나빠졌다.

#### 현대의 한국 반기독교 운동
천주교가 전래되던 18세기부터 한국에서는 반기독교 운동이 출현하였다. 이때의 반기독교 운동은 유교 성리학이나 실학과 결합한 형태였다.
1930년대 이후 기독교 계열의 탄압으로 주춤하던 반기독교운동은 1980년대 후반 다시 나타나게 되었다. 1920년대의 반기독교운동은 사회주의자, 무신론자 위주였으나 1980년대 후반의 한국 반기독교운동은 반기독교주의자, 무신론자, 자연주의자, 인본주의자 등 다양한 계층이 참여하였다.

##### 안정복, 신후담의 기독교 비판
안정복은 성리학이나 실학 외에도 도교와 노장 사상까지도 두루 수용하였다. 그러나 천주교만큼은 이단사상(異端思想)으로 간주하여 배척에 앞장섰다. 양반과 상민의 존재를 부정하고, 천당과 지옥이라고 하는 것을 들먹이며 눈에 보이지 않는 거짓으로 사람들을 속인다는 것이 그가 천주교를 비난하는 이유였다. 천주교의 전파가 평민과 노비 외에도 사대부가의 여성들에게까지 전파되는 등 사회문제가 되자 그는 1785년(정조 9) 《천학고 天學考》와 《천학문답 天學問答》을 저술하여 정조에게 바쳤다. 《천학고》와 《천학문답》에서 안정복은 천주교의 내세관(來世觀)이 지닌 현실부정에 대해 조목조목 지적, 비판하였다.
안정복은 제자이면서 사돈인 권철신과 사위이자 권철신의 동생인 권일신(權日身)이 천주교에 호의를 보이자 이들에게 수많은 서찰을 보내 천주교에 빠지지 말 것을 촉구하기도 했다. 그에게 천국과 지옥의 존재와 양반 상민의 계급을 부정하는 것은 곧 일체의 반질서적인 사상으로 간주되었다. 실학사상은 인정되지 않았으나 천주교에 대해 적대적이었던 것만큼은 정주학으로 재무장한 노론 벽파 정권에서도 그대로 받아들여졌다.
신후담은 정도전의 불씨잡변을 본받아 천주교와 하느님관에 대한 반박론인 서학변을 썼다. 서학변에 의하면 현실의 삶도 알지 못하면서 사후세계를 어떻게 재단하느냐는 것과 인간에게 죄를 짓고도 하느님만 믿으면 모든 죄가 사라지느냐는 등의 반론을 담고 있다.

### 중동 지역
중동 지역의 반 기독교 감정은 중세 시대에 유럽과 일어난 십자군 전쟁에서부터 퍼지기 시작했다. 특히 유대교, 기독교, 이슬람교의 성지인 예루살렘이 있는 팔레스타인 지역에서 감정이 심하다. 그리고 시리아, 레바논 등의 소수 이슬람 국가를 뺀 국가들은 거의 모두 선교를 금지한다. 그리고 중동은 십자가 공포증까지 있어서 더욱 기독교를 증오한다.

##### 반 기독교 감정의 원인
기독교가 기형적인 현상인 대형 개신교 교회(메가처치)들의 등장과 세습, 미군정, 이승만 독재정권, 박정희, 전두환, 노태우 군부독재정권, 이명박 정권에 이르는 지배질서와의 결탁, 그리스도 신앙을 예수 믿고 천당가자는 개인주의적인 신앙생활에 한정함으로써 생기는 사회와 정치에 대한 무관심(예언자적인 신앙의 부재), 교회가 하느님 나라의 모델이 되기보다는 교인이라는 고객의 니즈에 맞춘 종교서비스 기관으로 변질된 현상인 기독교의 상업화, 기복적이고 미신적인 신앙, 교회법에 따른 엄격한 처벌부재와 무인가 신학교(이를테면 00신학연구원)난립으로 인한 저질 신학생 양산이 원인인 일부 개신교 목사들의 비윤리적이고 반지성적인 모습, 물량공세와 예수천당 불신지옥이라는 흑백논리가 특징인 저돌적인 전도, 이웃 종교 및 기독교 근본주의적인 개신교 이외의 기독교 전통(진보적인 신학, 로마 가톨릭, 성공회, 정교회 등)들에 대한 적대 등의 문제들을 보이고 있다. 반 기독교 운동은 한국 기독교의 문제점들에 대한 반발이라고 볼 수 있다.

## 개독의 어원
대한민국에서는 반기독교주의를 대표하여 '개독', '먹사'라는 용어를 흔히 사용하고 있는데 이 단어는 최초 작성자와 작성일자는 구체적으로 알려져 있지 않으며, 1992년경 인터넷 PC통신 채팅의 안티기독교 대화방에서 처음 등장하였다. 인터넷의 보급과 안티기독교 확산과 함께 개독, 먹사라는 단어가 유행을 하게 되면서 안티기독교 성향의 네티즌들은 개독, 먹사라는 용어를 많이 쓰고 있다.

## 같이 보기
- 반가톨릭주의
- 무신론
- 박헌영
- 인본주의
- 철학
- 예수는 신화다